# Кулагер (поэма)
Поэма «Кулагер» написана Ильясом Джансугуровым в 1937 году.

## Рукопись
Рукопись поэмы была утеряна при аресте поэта, номера газеты «Социалистик Казахстан», где она печаталась, изъяли из библиотек. Но после реабилитации Жансугурова эту подборку номеров газеты принес семье Сапаргали Бегалин, 20 лет хранивший её зашитой в подушке.

## Сюжет
Сюжет поэмы «Кулагер» основан на трагическом событии из жизни Ахана-серы, певца и композитора Центрального Казахстана. Хотя в основу поэмы лег исторический факт, она не просто историческая хроника, а быль, ставшая легендой благодаря народной фантазии.
Поэт сочетает историчность и легендарность, что вдохновило его на написание этой поэмы. Один из самых тяжелых периодов жизни Ахана, связанных с Кулагером и ставших легендой, стал фабулой поэмы.
Вводные «Думы» поэта начинаются с описания прекрасных Кокшетавских гор, где произошла трагедия акына, описываемая в поэме.
Затем сюжет переносит нас в горы Ерейментау, где проходит ас по известному баю Сагынаю. Кулагер — считавшийся самым быстрым конем в мире, не давал покоя злобному и мелочному богачу Батырашу, который боясь проиграть байгу, отправил своего работника убить Кулагера. Это событие стало большой трагедией для Ахана.